# Adelococcus
Adelococcus är ett släkte av lavar. Adelococcus ingår i familjen Adelococcaceae, ordningen Verrucariales, klassen Eurotiomycetes, divisionen sporsäcksvampar och riket svampar.
| Adelococcus | \| \| Adelococcus interlatens \| \| \| \| \| \| Adelococcus alpestris \| \| \| \| |
|             | \| \| Adelococcus interlatens \| \| \| \| \| \| Adelococcus alpestris \| \| \| \| |
|             | Sagediopsis                                                                       |
|             |                                                                                   |
|             | Adelococcus interlatens                                                           |
|             |                                                                                   |
|             | Adelococcus alpestris                                                             |
|             |                                                                                   |

|  | Adelococcus interlatens |
|  |                         |
|  | Adelococcus alpestris   |
|  |                         |